# 釘宮辰生
釘宮 辰生（くぎみや ときお、1872年4月20日（明治5年3月13日） - 1947年（昭和22年）9月13日）は、日本の牧師、アメリカ南メソヂスト監督教会の最初の日本人監督。祈りの生涯を送った。関西学院との繋がりが強い。

## 生涯

### 初期
大分県北海部郡海添村内畑に、釘宮伝四郎を父、シゲを母として生まれた。幼名は和作。父は役所で土木関係の仕事をしていたが、大分県での勤務を命ぜられ、大分へ移った。そして、転勤のために小倉県、福岡県、さらに対馬に引っ越した。1882年再び大分に戻り、父は別府浜脇の村役場に勤めた。1885年に父親が急死した。残された母と祖母と辰生の3人家族で貧しい生活を始めた。
明治18年（1885年）に大分尋常中学校が新設された。釘宮家は貧しかったが、母は辰生の願いを聞いて入学させた。しかし、経済的に困窮して、2年で退学した。

### キリスト教入信
1887年（明治20年）に中学中退後、裁判所に就職した。この時、大分中学の英語の教師のS・H・ウェンライトに出会う。友人の柳原直人に誘われていった教会で聖書に出会い、入信した。1887年に、柳原浪夫、久留島武彦らと共に洗礼を受けた。1888年（明治21年）には大分美以教会(日本基督教団大分教会)が設立された。
1889年（明治22年）大晦日に大分美以教会でW・R・ランバス宣教師らと除夜祈祷会で祈っていると一同が聖霊体験をする。これが後に言われる「大分リバイバル」である。

### 伝道者
1891年（明治34年）、伝道者になることを決心して、1892年（明治35年）に母と共に神戸に住み、関西学院神学部に入学、学院長のJ.C.C.ニュートンに育てられる。その後、渡米しトリニティ・カレッジに入学した。帰国後、伝道者になり、広島から始めて全国を巡回した。
1934年（昭和9年）には米国教会総会に訪問使として渡米した。帰国中に大西洋を渡ってヨーロッパ、パレスチナを回り帰国した。その後も朝鮮、満州国をも巡回伝道している。

### 関西学院
1941年（昭和16年）、太平洋戦争が始まった頃、釘宮は関西学院の講師と関西学院教会の牧師に就任した。1944年になると、学院教会の教授たちも疎開を始めた。関西学院の校舎は海軍予科練に使われ、校舎の一部は軍に徴用されて、米軍の空爆を受けるようになった。釘宮の健康は食糧難によって蝕まれた。空襲が激化すると、釘宮の牧師館で礼拝を行うようになった。
1947年（昭和22年）に急性肺炎で病床についた。「常に喜べ、絶えず祈れ、全ての事感謝せよ」と言いながら、9月13日死去した。釘宮の葬儀は関西学院教会の教会葬をもって行われ、遺骨は妻と共に臼杵の墓地に埋葬された。